# William John Gillespie
William John Gillespie (ur. 20 marca 1897 w Beaverton, zm. 6 sierpnia 1967 w Edmonton) – as lotnictwa kanadyjskiego Royal Flying Corps z 5 potwierdzonymi  zwycięstwami w I wojnie światowej. 
William John Gillespie urodził się w Beaverton w Ontario. Studiował medycynę. Od 11 grudnia 1917 został przydzielony do dywizjonu No. 41 Squadron RAF. W jednostce odniósł 5 potwierdzonych zwycięstw powietrznych. Pierwsze zwycięstwo odniósł w Sailly 25 marca 1917 roku nad niemieckim samolotem Albatros D.V. Piąte, ostatnie, odniósł 7 lipca 1918 roku. Jego losy powojenne nie są znane.

## Odznaczenia
- Krzyż Wojenny (Francja)[1]